# Rose Lake
Rose Lake är en sjö i Kanada.   Den ligger i provinsen British Columbia, i den centrala delen av landet, 3 700 km väster om huvudstaden Ottawa. Rose Lake ligger 715 meter över havet. Arean är 0,21 kvadratkilometer. Den sträcker sig 0,4 kilometer i nord-sydlig riktning, och 0,8 kilometer i öst-västlig riktning.
I omgivningarna runt Rose Lake växer i huvudsak barrskog. Trakten runt Rose Lake är nära nog obefolkad, med mindre än två invånare per kvadratkilometer.